# Champvoux
Champvoux é uma comuna francesa na região administrativa de Borgonha-Franco-Condado, no departamento Nièvre. Estende-se por uma área de 10,62 km². Em 2010 a comuna tinha 310 habitantes (densidade: 29,2 hab./km²).